# Model (matematik)
 For alternative betydninger, se Model. (Se også artikler, som begynder med Model)
En matematisk model er en overførsel af nogle virkelige forhold til en beskrivelse, som kan analyseres med matematik. Typisk vil der indgå en forsimpling af de virkelige forhold, for at det bliver muligt at beskrive dem matematisk. Matematiske modeller anvendes inden for de fleste naturvidenskabelige fagområder. I stor udstrækning ligger der matematiske modeller bag den økonomiske (økonomiske modeller) og politiske styring af samfundet. Matematiske modeller er også fundamentale i teknologiske konstruktioner og for beskrivelsen af den fysiske og biologiske omverden lige fra energiforsyning over miljøspørgsmål til fiskerimodeller og epidemier. Vejrforudsigelser, finansieringsteori og demografiske modeller (inden for populationsdynamik) bygger ligeledes alle på avancerede anvendelser af matematik. Newtons love er et eksempel på en matematisk model; bevægelsen af et objekt beskrives ved hjælp af hvilke kræfter, der virker på det. 

## Typer
Man kan skelne mellem modeller hvis formål det er at forstå eller forklare og andre modeller hvis formål det er at beskrive eller forudsige. Den første type anvendes ofte til at teste en videnskabelig hypotese ved at undersøge om modellen kan forklare hvordan bestemte dele af systemet påvirker hinanden. Den anden type anvendes til at lave forudsigelser, der kan danne baggrund for at træffe beslutninger.

## Begreber

### Variable
Der indgår to slags variable i arbejdet med matematiske modeller: de variable, der ligger uden for modellens system (eksogene variable) og de variable, der bliver bestemt med den matematiske beregning i modellen (endogene variable).

### Parametre
De tal, der ud over modellens variabler, er bestemmende for modellens resultat kaldes parametre. For en bestemt model er disse tal konstanter skal bestemmes før man kan foretage beregninger i modellen.

### Abstraktion
I virkelighedens verden er der rigtig mange forhold, der er bestemmende for udviklingen i et system, som vi ønsker at regne på. Det er sjældent muligt at medtage alle disse forhold i beskrivelsen af systemet. I modelarbejdet vil vi være nødsaget til at se bort fra forhold, der ikke er interessante eller som vi vurderer har en ubetydelig konsekvens for modellens resultat. Når der ses bort fra sådanne forhold hedder der at der er sket abstraktion.

### Approksimation
Naturen er ofte kompleks og opfører sig ikke helt ens hver gang. En bakteriekoloni kan vokse eksponentielt i en periode og det kan fint beskrives med en eksponentialfunktion, men på lang sigt vil ingen bakteriekultur kunne blive ved med at udvikle sig med eksponentiel hast - den vi mangle såvel næring og plads. Men i et givet tidsinterval kan den eksponentielle model være en god tilnærmelse. Her er tale om en approksimation.

### Gyldighedsområde
Abstraktionen vil som oftest sætte nogle begrænsninger for under hvilke forhold vi kan have tillid til modellen. Der er situationer, som modellen ikke er beregnet til at regne på. Dette er afgørende for, hvornår modellen er gyldig. Vi har imidlertid ofte interesse for eller behov for at lave beregninger uden for dette område og vi skal derfor vurdere i hvor høj grad vi kan stole på modellens resultat uden for det målte område.  

### Estimering
Når den matematiske model er opstillet skal modellens parametre bestemmes. Hertil benyttes ofte studier fra den videnskabelige literatur.

### Verifikation
Modellen skal nu sammenlignes med hvordan virkeligheden ser ud. Dette arbejde kaldes verifikation. Det er ikke altid, at man kan verificere en komplet model.

### Validitet
Validitet er modellens pålidelighed og siger noget om hvor meget vi tror på modellen. Andersen m.fl. nævner, at når det kommer til at vurdere modellers validitet kan man vurdere dem på en skala efter følgende validitetskriterier: 
1. Forventningsvaliditet: Modellens resultater er i rimelig overensstemmelse med, hvad der er forventet (af modellen eller af systemet).
2. Reproduktionsvaliditet: Modellen kan reproducere data, som er kendt fra systemet (data er kendt ved opstilling af modellen).
3. Forudsigelsesvaliditet: Modellen opfylder 1. og 2. og kan forudsige data, som kan findes i systemet. (Modellen er opbygget uden kendskab til eller uden udnyttelse af kendskabet til disse data).
4. Strukturvaliditet. Udover at opfylde 1. 2. og 3. er modellens struktur en afspejling af systemets struktur.

## Eksempel
Dette eksempel er inspireret af http://www.dfu.min.dk/fiskepleje Arkiveret 1. juni 2009 hos  Wayback Machine. Man vil gerne kunne beregne længden af en gedde i Skjern Å som en funktion af geddens alder. Baseret på erfaring fra andre biologiske målinger ved biologerne, at vækst ofte kan beskrives ved denne funktion:
{\displaystyle {\text{længde}}(t)=L\cdot (1-v\cdot \exp(-pt)),\qquad L,v,p>0}
hvor {\displaystyle t} er tiden målt i år, {\displaystyle L} er geddens forventede maksimale længde i centimeter, {\displaystyle v} og {\displaystyle p} er tal, der afhænger af de bestemte forhold i åen. De endogene variable er de variable, der bliver beregnet i modellen. Der er mange andre forhold, der påvirker en geddes længde, som fødemængde, temperatur, geddens forældres længde, størrelsen af den plads, der er i åen. Eftersom de ikke er indeholdt i modellen anses de for at være eksogene variable. 
Modellens parametre er {\displaystyle L}, {\displaystyle v} og {\displaystyle p} som skal informeres fra studier af gedder. Der er anvendt en logistisk vækstfunktion til at beskrive udviklingen af en gennemsnitsgeddes længde. For et stort antal gedder fungerer modellen fint, men for den enkelte gedde er den matematiske model en approksimation eller en ideal-situation. Modellen for gedders længde vil givet vis også kunne anvendes til at beskrive udviklingen af andre fisk, men i så fald skal der benyttes andre værdier for parametrene {\displaystyle L}, {\displaystyle v} og {\displaystyle p}. For at verificere modellen må nogle biologer ud at fange nogle gedder. Det er ikke godt nok at sammenligne modellens resultatet ved at benytte de samme gedder, som blev brugt til estimeringen af modellens parametre. Man må tilstræbe at kunne verificere modellen på nye data.